# Живко Чинго
Живко Чинго (Велгошти 13. август 1935 — Охрид 11. август 1987) био је македонски приповедач, романописац и драматург.

## Биографија
Живко Чинго је рођен 13. августа 1935. године у охридском селу Велгошти. Основну школу завршио је у родном селу, а гимназију у Охриду. Године 1959. дипломирао је на Филозофском факултету Универзитета у Скопљу, на групи за југословенску књижевност. Неко време је радио као професор књижевности у гимназији у Охриду, а у Скопљу је радио у Радиотелевизији Скопље, у Институту за фолклор „Марко Чепенков“, у Центару за политичке студије, био је и дугогодишњи директор драме у Македонском народном позоришту. Пред крај живота радио је као саветник Републичког комитета за културу. Године 1963. постао је члан Друштва македонских писаца, а био је и члан МАНУ. Преминуо је 11. августа 1987. године.

## Књижевни рад
Чинго је у македонску књижевност ушао крајем педесетих година 20. века. Већ у својим првим приповеткама, објављеним у часопису „Разгледи“ 1957. године, скренуо је пажњу књижевне јавности на себе, а појавом прве збирке приповедака Пасквелија било је јасно да је он велики мајстор кратке приче.
Прва збирка кратких прича Пасквелија, објављена 1961. године, дочекана је као књижевно откровење. Неколико година касније, 1965. године, објавио је другу књигу приповедака Нова Пасквелија, која је поновила велики успех прве књиге. Чинго је 1966. објавио дечји роман Сребрни снегови, а 1971. други роман Велика вода, по коме је снимљен истоимени филм. Књига приповедака Заљубљени дух објављена је 1976. године на српскохрватском језику.
Ових пет прозних дела чине срж његовог стваралаштва и потврђују Чинга као аутора са јединственим наративним светом, изузетним по својој оригиналности, једноставности, поетичности и непосредности, наративној драматичности. Његово дело је високо цењено од стране македонске и југословенске критике, а дела су му превођена на: српскохрватски, словеначки, албански, руски, пољски, француски, мађарски и немачки језик. За збирку Пасквелија 1963. године добио је награду листа „Младост” из Београда. За збирку Нова Пасквелија добио је награду „11. октобар” 1966. године. Исте године добио је и награду „Дечја радост“ за најбољи дечји роман (за „Сребрне снегове“).
У част Чинга, од 1988. године у његовом родном месту одржава се манифестација „Дани Живка Чинга“. Током манифестације додељује се Награда „Живко Чинго“ за најбољу приповетку.
Дела су му превођена на енглески, француски, руски, турски, пољски, румунски, српскохрватски, словеначки, мађарски, албански, словачки и русински језик.

## Награде
- Рациново признање
- Награда „11. октобар”
- Награда 1. Мај
- Стеријино позорје

## Дела
Чинго је аутор следећих дела:
- Пасквелија (1963), приповетке
- Породица Огулиновци (1965), приповетке
- Нова Пасквелија (1965), приповетке
- Сребрни снегови (1966), роман за децу
- Пожар(1970) приповетке
- Велика вода (1971), роман
- Жеђ (1971), сценарио
- Поље (1971), сценарио
- Образ (1973), драма
- Зид, вода (1976), драма
- Заљубљени дух (1976), приповетке
- Кенгуров скок (1979), драма
- Макабејски празници (1982), драма
- Накратко (1984), приповетке
- Пчелињак (1988), сценарио
- Гроб за душу (1989), приповетке
- Бабаџан (1989), роман
- Бунило (1989), приповетке
- Ал (1989), проза